# Marco De Vito
Marco De Vito (* 14. ledna 1991) je italský fotbalový obránce, hráč klubu FK Dukla Banská Bystrica. Hraje na postu stopera (středního obránce). Jeho fotbalovým vzorem je krajan Marco Materazzi, oblíbeným týmem Inter Milán.
Mimo Itálie působil v Chorvatsku a na Slovensku.
Jeho bratr Giovanni pracuje jako fotbalový agent.

## Klubová kariéra
Jako dorostenec hrál v Itálii za AC ChievoVerona.
De Vito pak působil v klubech z nižších soutěží: Mezzocorona, ASD Villafranca a SC Marsala 1912. V únoru 2013 zamířil do druholigového chorvatského týmu NK Imotski. Imotski na konci sezony 2012/13 sestoupil z druhé ligy a De Vito později odešel na testy do FK Dukla Banská Bystrica, které dopadly úspěšně. Stal se prvním rozeným Italem v 1. slovenské lize.